# Gallicia
Gallicia, Galiziak o scoglio Galicignak (in croato Galičnjak) è un'isoletta disabitata a nord-est di Meleda, nel mare Adriatico, in Croazia. Amministrativamente appartiene al comune della città di Meleda, nella regione raguseo-narentana.

## Geografia
Gallicia si trova tra Porto Mezzo Meleda, Mezza Meleda o porto di Suvra (Luka Sobra) e Porto Chiave (Prožurska Luka) a circa 250 m dalla costa di Meleda. È situato 1,2 km a est di Badagno e 850 m a ovest dell'isolotto Borofcich. Gallicia ha una forma ovale, una superficie di 0,028 km², uno sviluppo costiero di 0,65 km e l'altezza di 28,7 m.

### Cartografia
- (HR) Mappa topografica della Croazia 1:25000, su preglednik.arkod.hr. URL consultato il 7 marzo 2017.
- G. Giani, Carta prospettiva delle Comuni censuarie della Dalmazia, foglio 12, 1839. Fondo Miscellanea cartografica catastale, Archivio di Stato di Trieste.
- Carta di cabottaggio del mare Adriatico, foglio XI, Milano, Istituto geografico militare, 1822-1824. URL consultato il 16 febbraio 2017 (archiviato dall'url originale il 13 aprile 2013).